# Guardamobles

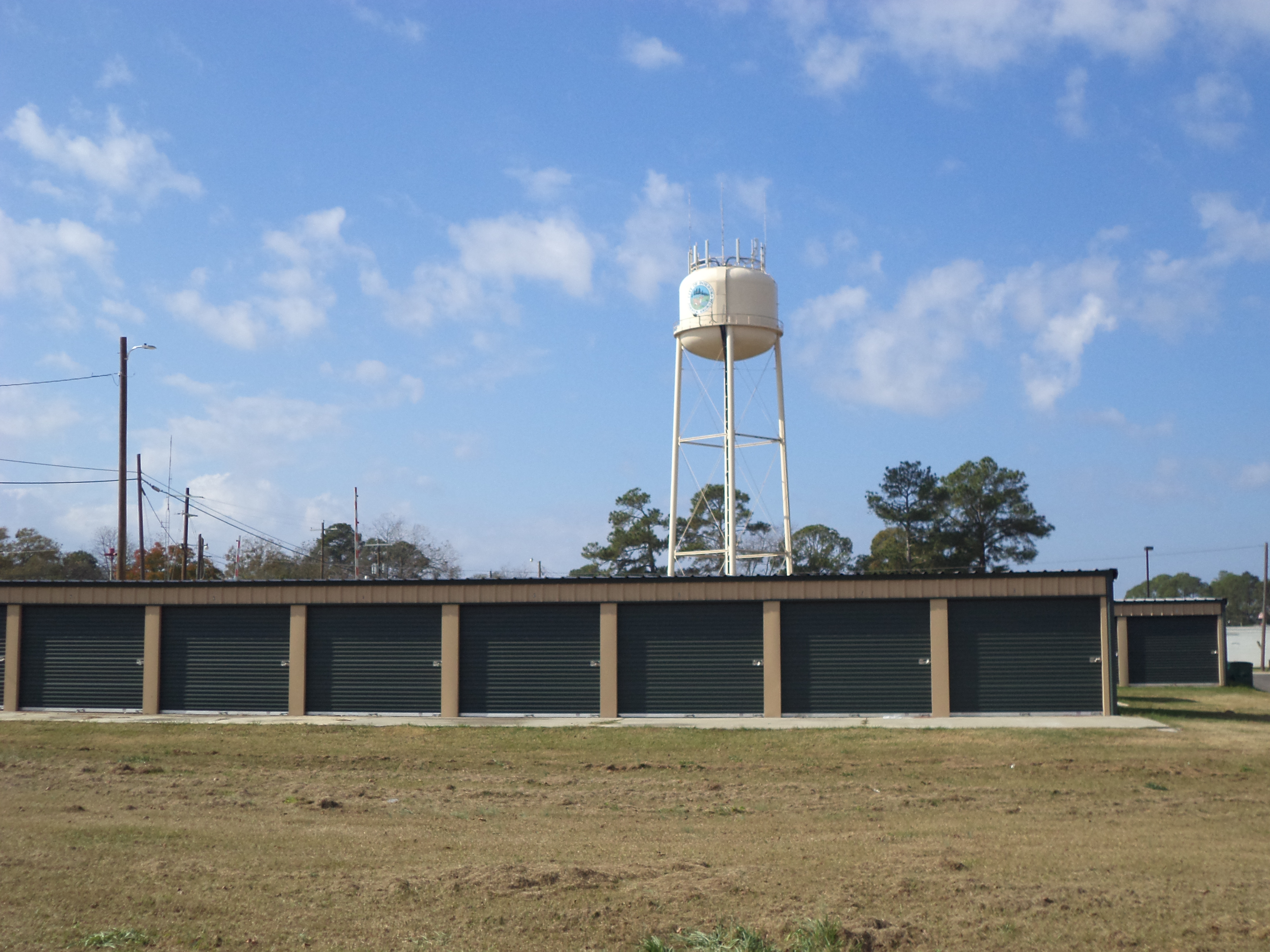
Guardamobles exteriors.

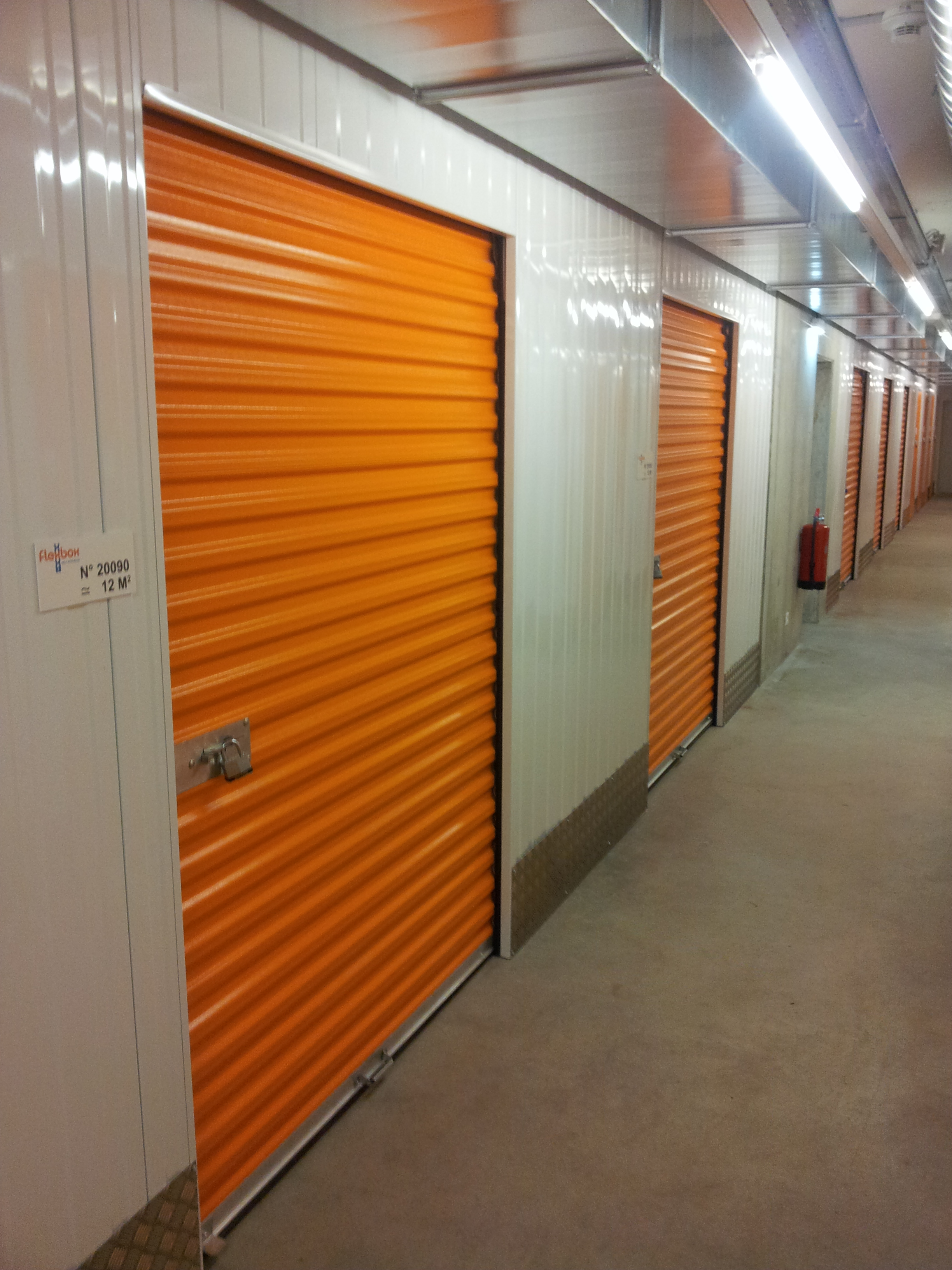
Guardamobles en un local interior

Un guardamobles, un mini-magatzem, o un emmagatzematge de mobles pot designar un local o bé una empresa especialitzada en el lloguer de llocs d'emmagatzematge en els quals el públic en general o les empreses poden emmagatzemar els seus objectes de manera temporal o bé permanent.
Els tipus de locals varien molt; a l'aire lliure, accessible amb vehicle dins d'un edifici o en contenidors ; algunes són taquilles petites, alguns són taquilles petites, mentre que altres tenen la mateixa superfície que un garatge. Els motius del lloguer d'un guardamobles són múltiples: pot ser per raó d'un trasllat, per falta d'espai a casa, falta d'espai al garatge, emmagatzematge d'equipament de temporada(tallagespa, canoa, esquís, snowboard, aire condicionat, accessoris per a la piscina, etc.). Alguns guardamobles especialitzats poden emmagatzemar cotxes, vaixells i vehicles tot terreny (ATV).

## Terminologia: self-storage
'En anglès, s'empra el terme self-storage. El terme es tradueix de l'anglosaxó com auto- emmagatzematge, mini emmagatzematge, mini-magatzem o bé guardamobles, magatzem de mobles.
Guardamobles, també escrit fins i tot en singular Guardamoble, en principi seria un lloc destinat específicament a emmagatzemar mobles. Pot funcionar com un mini-magatzem privat o ser un magatzem general on els empleats s'encarreguen de l'emmagatzematge i inventari dels objectes.

## Funcionament

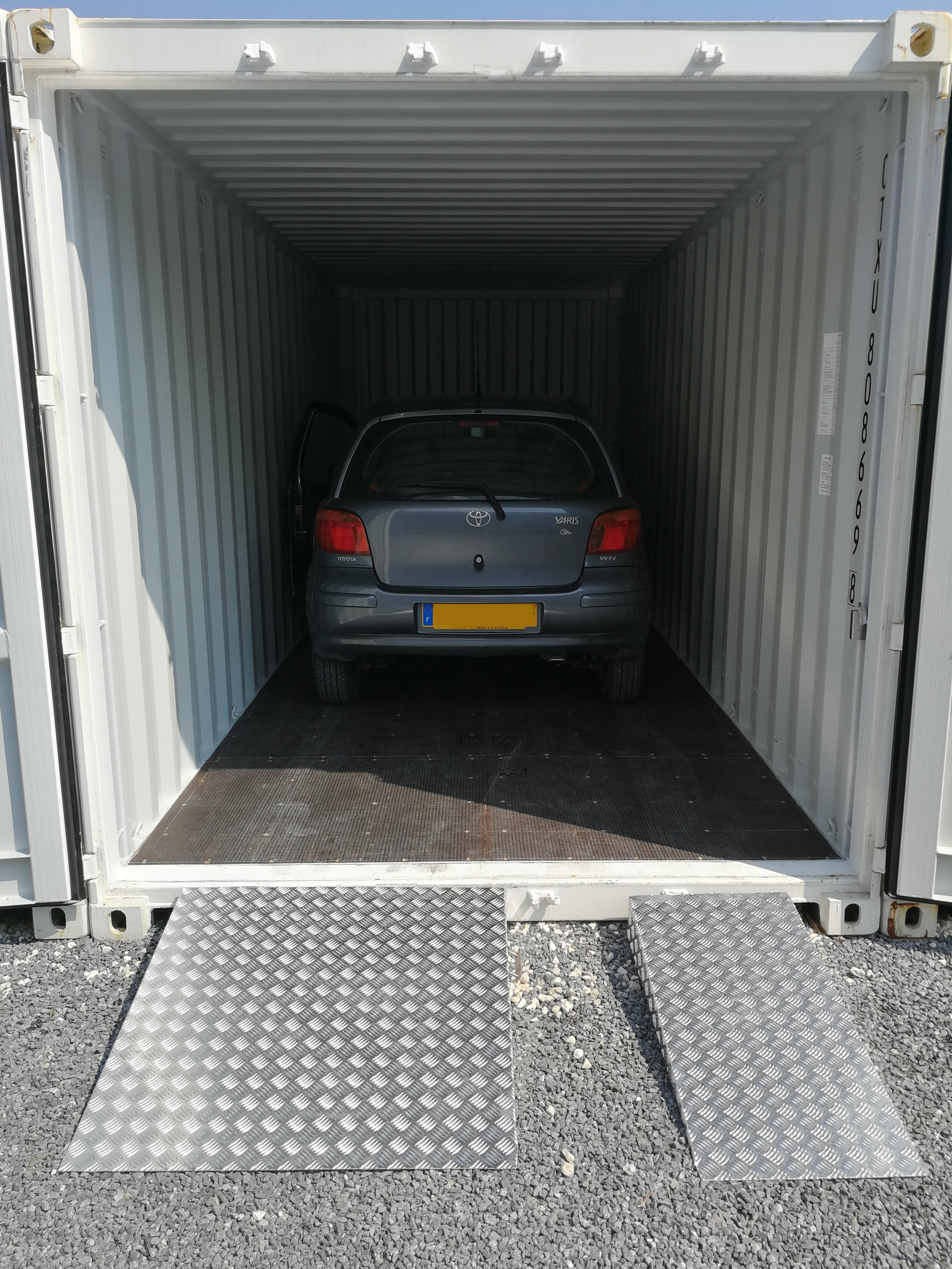
Emmagatzematge d’un vehicle en un contenidor

En general, els guardamobles es lloguen mensualment o setmanalment. El client hi pot guardar els seus productes durant el període desitjat. Alguns guardamobles són accessibles les 24 hores i d'altres només durant el dia. Els clients no poden accedir als guardamobles d'altres clients.
Hi ha dos tipus de guardamobles: A l'exterior en contenidors disposats en llocs segurs, que estan disponibles per als clients i s'hi pot accedir en cotxe. L’altre tipus es troba en magatzems. Hi ha alguns guardamobles que ofereixen als seus clients un pany de cilindre i una clau, d'altres demanen als clients que proporcionin el seu propi cadenat i, finalment, alguns proporcionen una clau magnètica. Alguns utilitzen un sistema de ventilació per fer circular l'aire, mentre altres controlen fins i tot la humitat i la temperatura del local (de 20 °C a 5 °C, segons el tipus).

## A l'aire lliure
Tot i que les coses es guarden en contenidors, el seu ús és relativament similar a un guardamobles pròpiament dit es distingeix per la seva flexibilitat i llibertat d’accés. El client omple la seva ubicació i pot tornar tantes vegades com vulgui de forma gratuïta. Per tant, el contenidor es converteix en una extensió de la seva llar en la qual tot allò que no és útil diàriament es pot emmagatzemar o aïllar objectes que siguin estimats sentimentalment.
Els centres es troben generalment a zones industrials o als afores de les ciutats. L’accés al lloc és controlat i segur, és accessible tant per vehicles lleugers com per a vehicles pesants, cosa que facilita la càrrega i descàrrega de mercaderies que s'emmagatzemaran. Hi ha diferents mides de contenidors d’1m² a 28m². És possible aparcar-hi un vehicle.

## Dins d'un magatzem

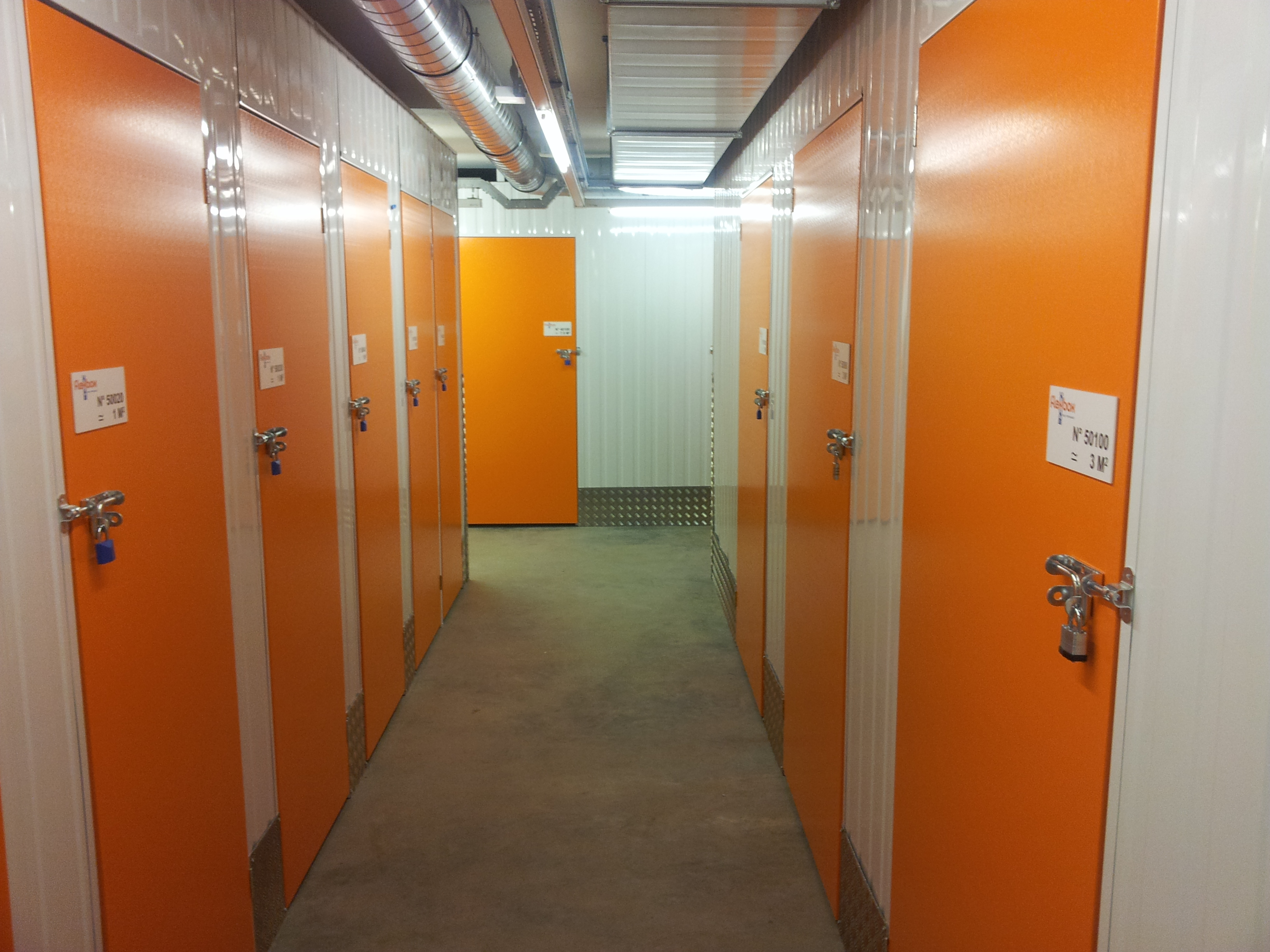
Passadís d'accés a portes amb frontisses de fixació lateral.

Les portes de les caixes es poden construir de diferents maneres. Hi ha d'una banda les portes que es desplacen cap amunt i cap avall, com la de la imatge amb la persiana enrotllable vermella, i per l'altre costat, les portes amb frontisses laterals: la imatge a la dreta amb les portes grogues Aquests diferents sistemes tenen raons de ser molt específiques.

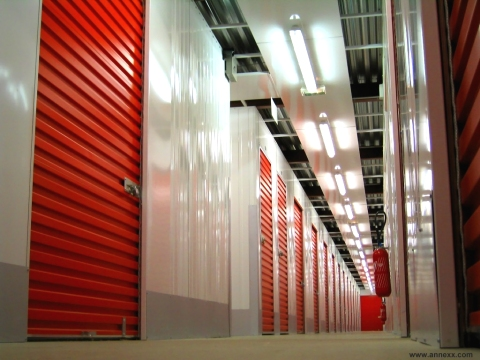
Guardamobles amb porta enrotllable

Les portes que s'enrotllen sobre si mateixes tenen l’avantatge de no ocupar espai quan s'obren; en canvi, tenen l’inconvenient de ser bastant pesades,fet que pot causar problemes d’esquena a la gent gran. També solen embrutar-se més ràpidament que les portes llises.
Atès que el concepte s'adreça tant a empreses com a particulars, alguns centres s'han dissenyat per a tots els públics. Així, per a portes d’amplada reduïda s'utilitzen frontisses laterals. Com que aquest sistema té límits, per a portes més amples que ocuparien massa espai en obrir-se, s'utilitzen dues opcions: o bé dues portes amb fixació lateral i obertura al mig, o bé portes que es desplacen cap amunt, ajudades per una molla.

## Self-storage
El self-storage o auto-emmagatzematge, és un servei molt desenvolupat als Estats Units, on s'utilitza habitualment amb més de 55 000 ubicacions i al Canadà. El desenvolupament a Europa és ràpid i aquest sector d’activitat té al voltant de 2 500 centres el 2018. Gran Bretanya representa el mercat europeu més gran (1.500 centres), seguit de França (480 centres), els Països Baixos (300 centres) i Espanya (400 centres). FEDESSA (Associació Europea d'auto-emmagatzematge) reuneix els principals actors de l'auto-emmagatzematge.
La gran expansió experimentada per l'emmagatzematge d’autoservei ha comportat diferents implementacions en termes de seguretat, accés a caixes, etc. L’auto-emmagatzematge és per a particulars i professionals. Moltes empreses s'han posicionat en aquest mercat : Annexx, Homebox, jestocke.com, Mondialbox, Shurgard

### Ús privat
L’utilitzen les persones que es desplacen o marxen a l'estranger, els estudiants que necessiten deixar les seves pertinences de banda durant el temps de vacances, les persones que volen emmagatzemar articles de temporada o conservar articles familiars. També s'adreça a persones que no troben espai a casa per a totes les seves pertinences i no tenen ni celler ni golfes.

### Ús comercial
Les empreses el poden utilitzar com a petit magatzem on poden guardar documents, ordinadors, arxius, equips o eines. Alguns operadors ofereixen una solució a les empreses de diversos llocs, oferint-los una caixa per als seus empleats de diferents ciutats amb una facturació única i centralitzada.
A Suïssa, la llei preveu que els mudants estiguin obligats a guardar els mobles guardats dels seus clients durant un període indefinit. Això vol dir que un motor no tindria dret a desfer-se dels mobles en cas d’impagament de les despeses d’emmagatzematge (tot i que han passat deu anys). Per aquest motiu, alguns mudants ja no volen fer-se càrrec de l'emmagatzematge de mobles i prefereixen redirigir directament el client cap a centres d’emmagatzematge.

## Emmagatzematge administratiu
Pot designar (escrit llavors en majúscules, " Guardamobles ») L'administració o edifici on s'emmagatzema el mobiliari reial o nacional. A França existia així la Garde-Meuble de la Couronne, una administració reial creada sota Henri IV, i que va ser substituïda durant la Revolució pel Mobilier national. L'Hôtel du Garde-Meuble era el nom de l'edifici oficial que acollia aquesta administració i que feia de magatzem de mobles. El 1772 es va acabar un edifici especialment construït, l'actual Hôtel de la Marine, plaça de la Concòrdia a París.